# Kawasaki ZX-12 R
Die Kawasaki ZX-12 R ist ein Sporttourenmotorrad des japanischen Herstellers Kawasaki, das von 2000 bis 2006 angeboten wurde.

## Technik
Zum Zeitpunkt der Markteinführung im Jahr 2000 galt die Kawasaki ZX-12 R mit einer eingetragenen Spitzengeschwindigkeit von 308 km/h als eines der schnellsten Serienmotorräder der Welt und forderte damit die Suzuki Hayabusa 1300 heraus, die zuletzt als das schnellste seriengefertigte Motorrad galt und somit den Rekord hielt. Die Hayabusa lief je nach Fahrer und Reifen zwischen 308 km/h (Herstellerangabe) bis 312 km/h (Test). Die Höchstgeschwindigkeit ist jedoch bei den Modellen ab Baujahr 2001 auf 298 km/h begrenzt, gemäß der freiwilligen Selbstbeschränkung der japanischen Hersteller und BMW. Äußerlich erkennt man das 298 km/h-Modell an der Tachoskala, die ab 280 km/h nur noch mit Teilstrichen weiterführt.
Die Beschleunigungswerte sind 0–100 km/h in 2,7 s (RamAir 2,4 s) und 0–200 km/h in 7,2 s (RamAir 7,0 s). Das Leistungsgewicht beträgt 1,37 Kilogramm pro PS.
Im Jahre 2002 kam das überarbeitete B-Modell heraus, das vor allem im Fahrwerksbereich sowie bei der Aerodynamik, Benzineinspritzung und Gasannahme modifiziert war. Unter anderem sollten 30 Prozent größere Ram-Air-Öffnungen die Luftzufuhr zum Motor bei Topspeed verbessern. Weitere Änderungen betrafen die Scheinwerfer und die etwas höhere Verkleidungsscheibe.
Ab 2004 kamen statt der bekannten 6-Kolben-Tokico-Bremszangen mit 320-mm-Bremsscheiben radial verschraubte 4-Kolben-Tokico-Sättel mit 300-mm-Bremsscheiben zum Einsatz. Ein neues Motorsteuergerät, Sekundärdrosselklappen sowie eine Wegfahrsperre zählten ebenso zu den letzten Neuerungen der letzten ZX-12R-Reihe.
2006 war das letzte Verkaufsjahr der ZX-12 R, ihr indirekter Nachfolger wurde die Kawasaki ZZR 1400, die auf dem US-Markt als ZX-14 verkauft wird.

## Motorsport

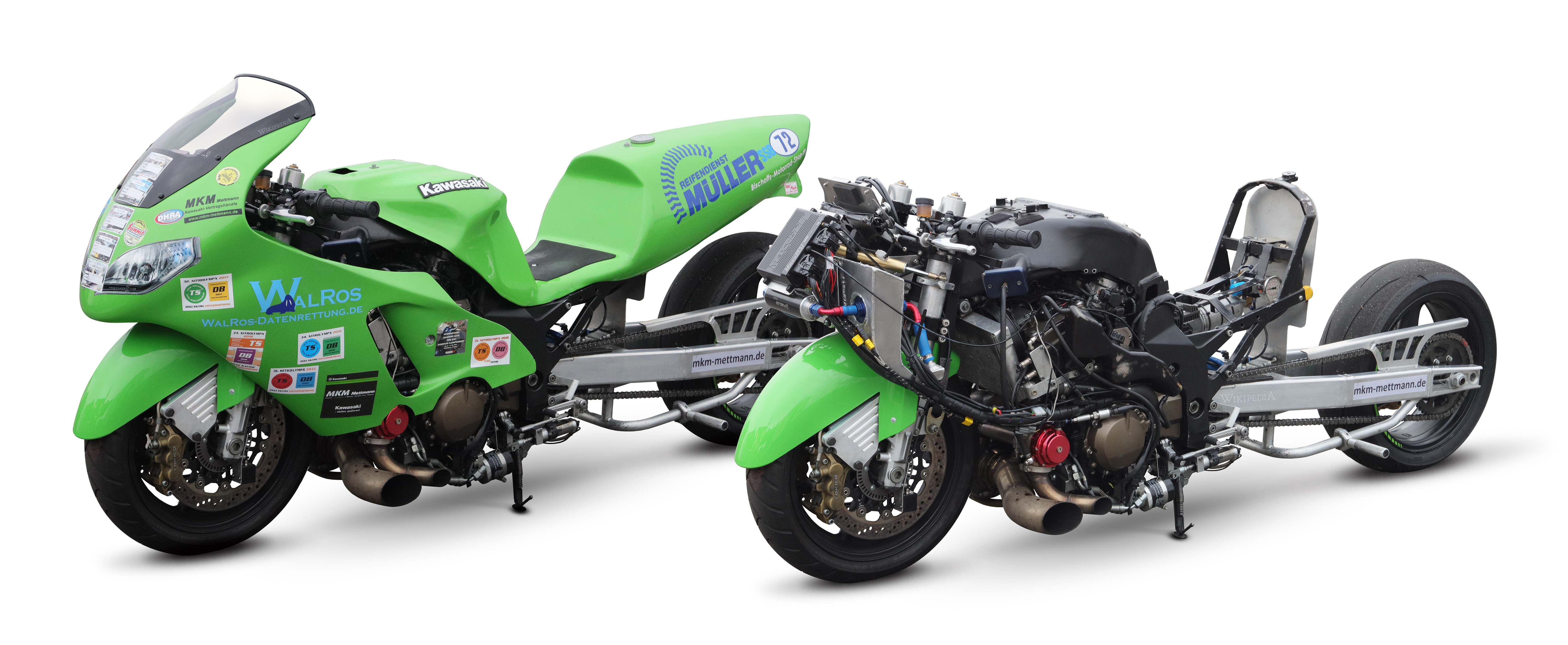
ZX-12 R: Drag Bike der Klasse Super Street Bike (SSB / FIM)

Im Motorsport wird die Kawasaki ZX-12 R als sogenanntes Drag Bike vereinzelt bei Beschleunigungsrennen („Drag Racing“) eingesetzt. Die verwendeten Maschinen sind Individualumbauten mit teilweise starken Modifikationen. In der Klasse Super Street Bike (SSB), die unter FIM-Europe-Reglement antritt und zu den Pro-Klassen der Drag-Bike-Europameisterschaft zählt, sind weitreichende Umbauten an Fahrwerk (z. B. Lenkkopfwinkel oder maximaler Radstand von 1730 mm) und Motor (Hubraum-Erweiterung, freie Aufladung etc.) erlaubt. Eine ZX-12 R, die als Basis für das SSB dient, das aktuell (Stand 03.2025) den deutschen Rekord (322,15 km/h in 7:339 Sek. / auf straßenzugelassenen Reifen) hält, erzielt mit Fahrwerkstuning, Turboaufladung und speziellem Rennsprit eine Leistung von mehr als 507 PS (> 372,8 kW).